# Luik-Bastenaken-Luik 1966
In 1966 werd de 52e editie verreden van de wielerwedstrijd Luik-Bastenaken-Luik. Titelverdediger was de Italiaan Carmine Preziosi, die in 1965 al  sprintend onder andere de Nederlanders Jan Janssen en Leo Knops versloeg. Opvolger van Preziosi werd, na bijna zeven uur koers, de Fransman Jacques Anquetil. Bij de finish had Anquetil zo'n vijf minuten voorsprong op de nummer twee, de Belg Victor Van Schil. Landgenoot van Van Schil, Willy In 't Ven eindigde als derde. Er was geen Nederlander die de finish bereikte.
De wedstrijd maakte onderdeel uit van de Super Prestige Pernod, van 1966.

## Opspraak
Al snel na de wedstrijd werd bekend dat de Belgische wielerbond de winnaar Anquetil zou willen diskwalificeren. De rede hiertoe was dat de Fransman geweigerd zou hebben deel te nemen aan een dopingtest. Nadat de internationale wielerbond bijeen was gekomen werd besloten Anquetil toch als winnaar uit te roepen, gezien het feit dat er nog geen heldere regels waren over de desbetreffende doping.

## Uitslag
| Plaats  | Naam             | Ploeg                 | tijd     |
| ------- | ---------------- | --------------------- | -------- |
| Winnaar | Jacques Anquetil | Ford France           | 6u59'45" |
| 2       | Victor Van Schil | Mercier-BP-Hutchinson | + 4'53"  |
| 3       | Willy In 't Ven  | Dr. Mann-Grundig      | + 4'54"  |
| 4       | Walter Godefroot | Groene Leeuw          | + 5'04"  |
| 5       | Willy Planckaert | Romeo-Smiths          | + 5'24"  |
| 6       | Michele Dancelli | Molteni               | z.t.     |
| 7       | Willy Bocklant   | Mann-Grundig          | z.t.     |
| 8       | Eddy Merckx      | Peugeot-BP-Michelin   | z.t.     |
| 9       | Jos Huysmans     | Mann-Grundig          | z.t.     |
| 10      | Roger Swerts     | Mercier-BP-Hutchinson | z.t.     |

1892 · 1893 · 1894 · 1895-1907 · 1908 · 1909 · 1910 · 1911 · 1912 · 1913 · 1914-1918 · 1919 · 1920 · 1921 · 1922 · 1923 · 1924 · 1925 · 1926 · 1927 · 1928 · 1929 · 1930 · 1931 · 1932 · 1933 · 1934 · 1935 · 1936 · 1937 · 1938 · 1939 · 1940-1942 · 1943 · 1944 · 1945 · 1946 · 1947 · 1948 · 1949 · 1950 · 1951 · 1952 · 1953 · 1954 · 1955 · 1956 · 1957 · 1958 · 1959 · 1960 · 1961 · 1962 · 1963 · 1964 · 1965 · 1966 · 1967 · 1968 · 1969 · 1970 · 1971 · 1972 · 1973 · 1974 · 1975 · 1976 · 1977 · 1978 · 1979 · 1980 · 1981 · 1982 · 1983 · 1984 · 1985 · 1986 · 1987 · 1988 · 1989 · 1990 · 1991 · 1992 · 1993 · 1994 · 1995 · 1996 · 1997 · 1998 · 1999 · 2000 · 2001 · 2002 · 2003 · 2004 · 2005 · 2006 · 2007 · 2008 · 2009 · 2010 · 2011 · 2012 · 2013 · 2014 · 2015 · 2016 · 2017 · 2018 · 2019 · 2020 · 2021 · 2022 · 2023 · 2024